# Jasoneilanden
De Jasoneilanden (En.: Jason Islands) vormen een archipel binnen de Falklandeilanden. De eilanden liggen ten noordwesten van de centrale eilandengroep en op ongeveer 250 km van Argentinië.
Er heeft nooit iemand gewoond op de eilanden. De eilanden werden tot de jaren 80 gebruikt als weides om de schapen op te laten grazen.
Bij de Jasoneilanden horen: 
- Steeple-Jason en Grand Jason, toebehorend aan de Wildlife Conservation Society van New York
- Elephant Jason en South Jason, als natuurreservaten van de Falklandeilanden.

De eilanden staan bekend om caracara's en albatrossen.

## Geschiedenis
Sebald de Weert ontdekte de eilanden in 1599 op zijn terugreis naar Nederland. Hij probeerde er te landen om te verversen, maar dat mislukte. De Weert gaf de eilanden de naam "Sebald de Weert Eilanden". 
Sebald Islands was jarenlang de internationale naam. Vanaf 1766 werd de Britse naam, "Jason Islands", gebruikelijk, maar in het Spaans heten ze nog steeds "Islas Sebaldes".